# Таль (річка)
Таль — річка в Україні, в межах Бородянського та Іванківського районів Київської області. Права притока Тетерева (басейн Дніпра).

## Опис
Довжина 51 км, площа водозбірного басейну 357 км². Похил річки 0,9 м/км. Долина плоска, завширшки до 2,5 км, завглибшки до 15 м. Заплава заболочена, завширшки до 300 м. Річище слабозвивисте (місцями випрямлене), завширшки до 5 м. Стік у середній течії зарегульовано. Наразі майже не використовується. Басейн річки частково забруднений радіонуклідами після аварії на ЧАЕС.
Притоки: Бурковиця, Мирча, Коблиця (праві).

## Розташування
Таль бере початок біля села Загальці. Тече спершу на північний захід, далі — переважно на північний схід, у пониззі — на північ. Впадає до Тетерева на північ від села Шпилі.

## Походження назви
Корінь слова Тал має тюркське походження і означає вербовий. В українській мові слово тал також означає береги річки, рясно порослі верболозом.[джерело?]

## Сучасний стан
У період 2015—2017 років унаслідок високих температур улітку та пониження рівня ґрунтових вод майже повністю пересихає в літній період.